# Periarrabidaea
Periarrabidaea A.Samp.,  es un género de fanerógamas de la familia Bignoniaceae que tiene dos especies de árboles.

## Taxonomía
El género fue descrito por Alberto José de Sampaio  y publicado en Annaes da Academia Brasileira de Sciencias 6: 175. 1934. La especie tipo no ha sido designada.

## Especies
| - Periarrabidaea duckei A.Samp. - Periarrabidaea truncata A.Samp. |